# Кукуево (Холм-Жирковский район)
Кукуево — деревня в Холм-Жирковском районе Смоленской области России. Входит в состав Лехминского сельского поселения. Население — 1 житель (2007 год). 
Расположена в северной части области в 6 км к северо-западу от Холм-Жирковского, в 45 км севернее автодороги М1 «Беларусь», на берегу реки Осиновка. В 11 км юго-западнее деревни расположена железнодорожная станция Канютино на линии Дурово — Владимирский Тупик. 

## История
По данным Института Археологии РАН  в этом районе обнаружены поселение Кукуево (XVII-XIX вв.) и селище Кукуево (XII-XV вв. и XIX-XX вв.).
В годы Великой Отечественной войны деревня была оккупирована гитлеровскими войсками в октябре 1941 года, освобождена в марте 1943 года.